# Spargania clementi
Spargania clementi là một loài bướm đêm trong họ Geometridae.